# Einar Niemi
Einar Niemi, född 16 september 1943 i Nord-Varanger, är en norsk historiker.
Einar Niemi växte upp i Vadsø. Han utbildade sig på Universitetet i Oslo, där han avlade kandidatexamen 1972. Han har publicerat arbeten om migrationshistoria, minoritets- och etnicitetshistoria och regionalism i Nordkalotten, till exempel om pomorhandel.
Han var lektor vid Vadsø gymnasium 1972–1975, amanuens i historia vid Universitetet i Tromsø 1975–1977 och därefter professor från 1989 och fylkeskonservator i Finnmark fylke 1977–1989. 
Einar Niemi var 1997–2002 huvudredaktör för forskningstidskriften Historisk tidsskrift och för bokserien Utsyn.